# Ischnomesus elongatus
Ischnomesus elongatus là một loài chân đều trong họ Ischnomesidae. Loài này được Birstein miêu tả khoa học năm 1963.